# Montañas de Ox
Las Ox Mountains (gaélico, Sliabh Gamh) son una cordillera en el condado de Sligo en la costa occidental de la República de Irlanda. Es conocida también como "La montaña de San Patricio" por San Patricio, que trabajó mucho en ella, erigió iglesias en sus laderas, y dio su nombre a algunos de los pozos, como por ejemplo el de Dromard. El pico más alto en las Ox Mountains es Knockalongy, que se alza hasta los 544 m s. n. m. Hay algún debate sonre el significado exacto de "gamh". Por ejemplo una interpretación del nombre irlandés lo traduce como "montaña de las tormentas" pues las montañas tienden a padecer fuertes vientos del océano Atlántico. Sin embargo, "gamh" también se ha dicho que hace referencia a un animal genérico que, dada la posible prevalencia de Oxen en la zona, con el tiempo llegó a ser identificado con una clase particular de animal.
Las Ox Mountains comienza inmediatamente al suroeste de Ballysadare, y se extiende oeste-suroeste durante unos cuarenta millas hasta la frontera del Condado de Mayo, donde continúan hacia el suroeste por la sierra Slieve Gamph, que corre primero sobre la frontera de los dos condados y luego entra en mayo. Las Ox Mountains tienen siete cumbres que están entre los 1.200 y los 1.800 pies de alto; y Slieve Gamph consigue una elevación de 1.363 pies.
El lecho de las montañas está formado por gneis, esquisto y granito. Esta zona salvaje de tierras altas está cubierta ampliamente con turbera. Algunas partes están cubiertas intensamente por bosques, mientras que otros tienen surgencias de roca. Al norte y al sur la tierra tiene por debajo caliza y arenisca de la época carbonífera, y generalmente es tierra de granjas. Hace tiempo se explotaban minas de plomo y cobre en las Ox Mountains, pero para el año 1900 las obras habían parado desde hacía tiempo.